# Schoenus sesquispicula
Schoenus sesquispicula är en halvgräsart som beskrevs av Charles Baron Clarke. Schoenus sesquispicula ingår i släktet axagssläktet, och familjen halvgräs. Inga underarter finns listade i Catalogue of Life.